# Bombardements du 29 décembre 2023 en Ukraine
Les bombardements du 29 décembre 2023 en Ukraine font référence à plusieurs frappes aériennes menées par la Russie le 29 décembre 2023 contre plusieurs lieux en Ukraine dans le contexte de la guerre russo-ukrainienne.

## Attaques

### Aperçu
Au moins 122 missiles de croisière et missiles balistiques et 36 drones sont tirés, tuant au moins 41 personnes et en blessant plus de 160 lors d'une attaque nocturne à l'échelle nationale, qui a duré près de 18 heures. La Force aérienne ukrainienne affirme avoir intercepté 87 missiles et 27 drones. Aucun Kh-22 n'est intercepté. Dix-huit bombardiers stratégiques, dont neuf avions Tu-95MS de la base aérienne d'Olenia dans l'oblast de Mourmansk, auraient également été utilisés pour mener les attaques, tandis que certains missiles auraient été lancés depuis l'oblast de Koursk.
L'attaque a ciblé des villes ukrainiennes telles que Dnipro, Kharkiv, Konotop, Kiev, Lviv, Odessa et Zaporijjia, dans ce qui est peut-être la plus grande attaque aérienne depuis le début de l'invasion russe jusqu'à présent,. Selon le porte-parole de la force aérienne ukrainienne, Yurii Ihnat (en), « nous n'avons jamais vu autant de cibles visées à des endroits différents à la fois ». Le président ukrainien Volodymyr Zelensky annonce la destruction ou l'endommagement de plus de 100 maisons privées, ainsi que de 45 immeubles, des écoles, deux églises, des hôpitaux, des maternités et de nombreux établissements commerciaux et entrepôts.
Un porte-parole du ministère russe de la Défense annonce : « toutes les cibles militaires désignées ont été touchées ». Au Conseil de sécurité des Nations unies, l'ambassadeur russe Vassili Nebenzia attribue les pertes ukrainiennes aux défenses aériennes ukrainiennes.

### Par région

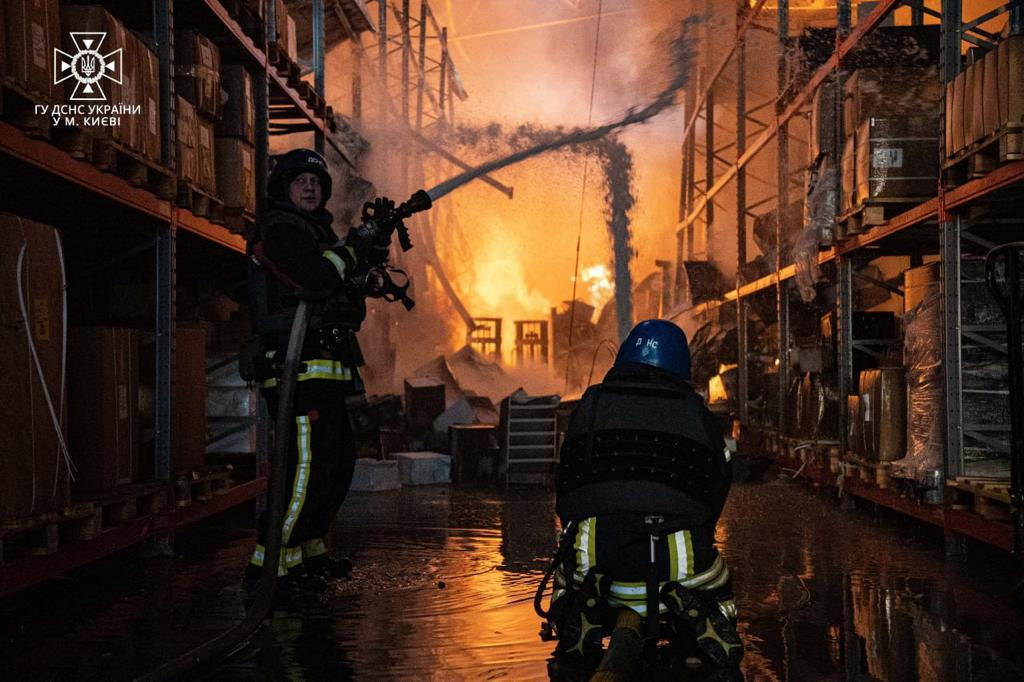
Intervention des pompiers à Kiev.

Au moins 23 personnes sont mortes à Kiev et au moins 35 autres blessées. Au moins dix personnes ont été coincées sous les ruines d'un entrepôt dans le raïon de Podil. Plusieurs immeubles d'habitation, des entrepôts, un immeuble de bureaux et une maison ont également été touchés. Le bâtiment de la station Loukianivska du métro de Kiev, qui sert également d'abri antiaérien, a été endommagé lors d'une frappe aérienne, mais demeurait opérationnel pendant l'attaque. La station se trouve en face d'une usine appartenant à la société Artem, qui produit des composants de missiles. Aucune information n’est disponible sur l’état de ce bâtiment. À Boïarka, les débris d'un drone intercepté ont incendié une maison. Au moins 30 projectiles ont été abattus au-dessus de la région de la capitale ukrainienne.

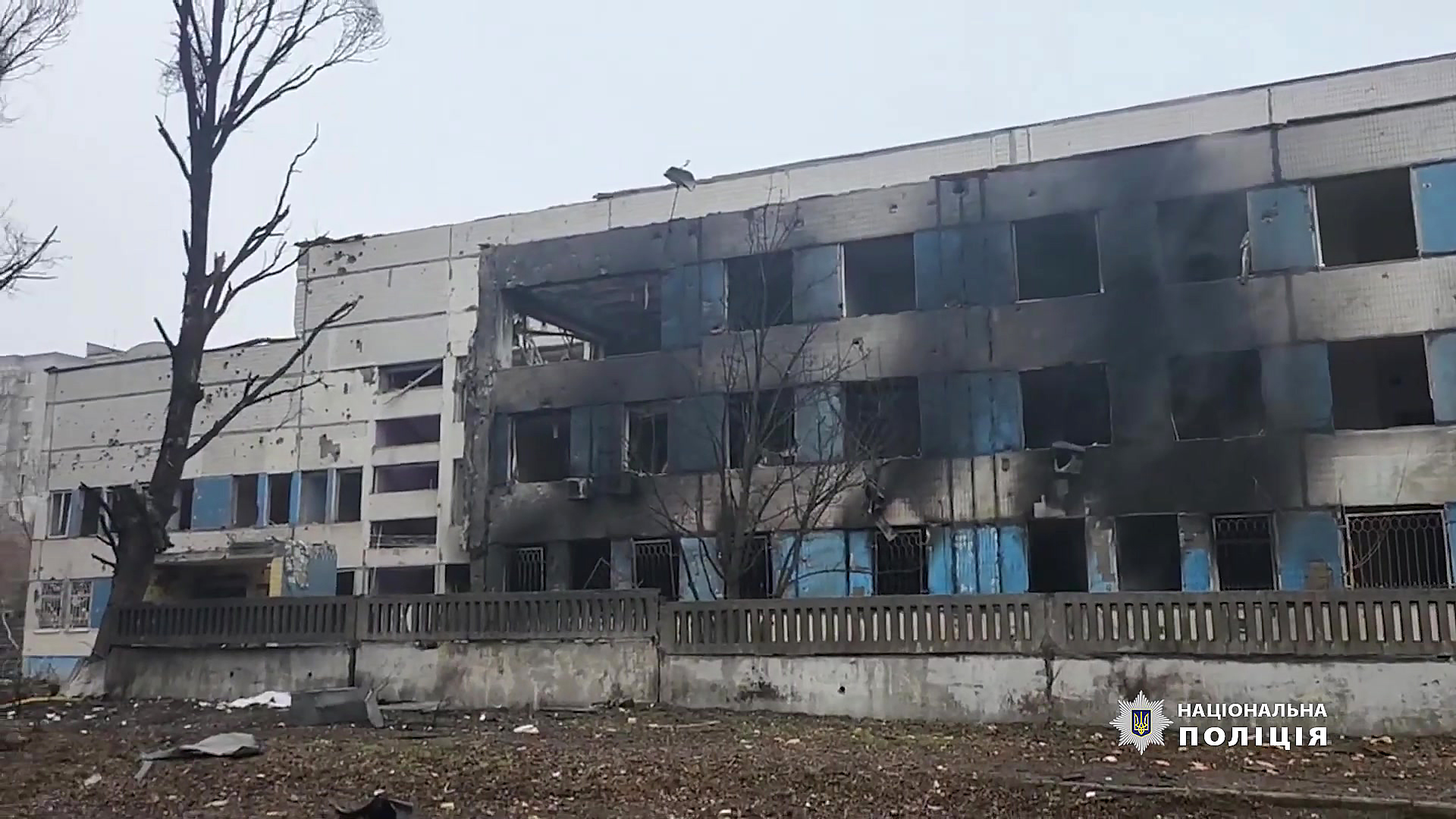
Maternité détruite à Dnipro après les frappes du 29 décembre.

À Dnipro, un centre commercial et une maternité sont touchées par des missiles. Six personnes, dont un enfant et un policier, sont déclarées décédées, tandis que 30 autres sont blessées. Une maison, huit bâtiments administratifs et 24 immeubles de grande hauteur ont également été détruits ou endommagés.
À Odessa, la chute de débris de drones provoque un incendie dans un immeuble résidentiel, tuant deux personnes et en blessant 15 autres, dont deux enfants. Au total, cinq personnes sont déclarées mortes dans la ville, 27 autres sont blessés. 21 bâtiments résidentiels ont également été endommagés.
Des drones ont endommagé trois écoles et un jardin d'enfants à Lviv, tuant une personne et en blessant 30 autres. Treize bâtiments résidentiels ont également subi des dommages.
À Kharkiv, trois personnes sont tuées et 13 autres blessées lors de trois vagues d'attaques de missiles ayant endommagé un entrepôt, une installation industrielle, un établissement médical et un dépôt de transport.
Neuf personnes perdent la vie à Zaporijjia tandis que 13 autres sont blessées. Plusieurs installations industrielles ont été ciblées, une maison est détruite et plusieurs immeubles endommagés.
Dans l'oblast de Tcherkassy, neuf personnes, dont un enfant, sont blessées après une frappe de missile contre une zone résidentielle à Smila, endommageant 51 maisons. Dans l'oblast de Soumy, trois personnes sont blessées. Konotop dénombre un immeuble d'habitation et une station-service pour véhicules endommagés après la chute d'un missile.

### Incident en Pologne
Selon le général polonais Wiesław Kukuła et le commandement opérationnel de l'armée polonaise, l'un des missiles est entré dans l'espace aérien polonais depuis l'Ukraine pendant environ trois minutes avant de « faire demi-tour » vers l'espace aérien ukrainien. Le missile, ayant parcouru environ 40 kilomètres d'espace aérien polonais, est apparu sur les radars près de Hrubieszów, qui abrite un poste frontière avec l'Ukraine.
Environ 200 policiers déployés dans la zone ont reçu l'ordre de suivre la trajectoire du missile pour récupérer d'éventuels débris. Quatre avions de combat F-16 polonais et américains, ainsi qu'un avion-citerne, ont été évacués des bases aériennes polonaises en raison des activités des avions russes à long rayon d'action. Le gouvernement polonais a également convoqué le chargé d'affaires russe Andreï Ordach à propos de l'incident.

## Réactions
« Les attaques sont un signal d'alarme pour ceux qui débattent de la poursuite du soutien au pays », déclare le ministre ukrainien des Affaires étrangères, Dmytro Kuleba.
Lors d'une réunion d'urgence du Conseil de sécurité des Nations Unies, le secrétaire général adjoint Mohammad Khiari qualifie ces attaques d'« épouvantables ». Le Secrétaire général des Nations unies, António Guterres, condamne les attaques russes « dans les termes les plus fermes » et appelle à y mettre fin.
Selon le président américain Joe Biden « les attaques mettent en évidence la nécessité d'arrêter le président russe Vladimir Poutine » et exhorte le Congrès américain à adopter un projet de programme d'aide militaire à l'Ukraine actuellement bloqué au Parlement. Le Premier ministre britannique Rishi Sunak déclare que les attaques soulignent les objectifs de Poutine d'« éradiquer la liberté et la démocratie », et appelle à un soutien continu à l'Ukraine « aussi longtemps qu'il le faudra ». Le gouvernement britannique déclare envoyer 200 missiles de défense aérienne pour protéger les civils et les infrastructures.

## Résumé
| Région                                                                 | Ville                                                                  | Type d'arme                                                            | Interception/Total | Frappes, tués/blessés                                                                                    |
| ---------------------------------------------------------------------- | ---------------------------------------------------------------------- | ---------------------------------------------------------------------- | ------------------ | --- |
| Oblast d'Odessa                                                        | Odessa                                                                 | Shahed 136                                                             | 27/36              | Immeuble de grande hauteur visé                                                                          |
| Oblast de Lviv                                                         | Lviv                                                                   | Shahed 136                                                             | 27/36              | Deux infrastructures critiques visées                                                                    |
| Ukraine                                                                | Ukraine                                                                | Shahed 136                                                             | 27/36              | 27 drones sur 36 abattus par la défense aérienne                                                         |
|                                                                        |                                                                        |                                                                        |                    | |
| Oblast de Zaporijjia                                                   | Zaporijjia                                                             | 5В55/48Н6/ 9M723                                                       | ? /14              | Frappes contre des bâtiments industriels et résidentiels. Pertes : 7/13,                                 |
| Oblast de Kharkiv                                                      | Kharkiv                                                                | 5В55/48Н6/ 9M723                                                       | ? /14              | Frappes contre des bâtiments industriels, résidentiels et établissements médicaux. Pertes : 3/13,        |
|                                                                        |                                                                        |                                                                        |                    | |
| Oblast de Lviv                                                         | Lviv                                                                   | Kh-101/X-101 / Kh-47M2 Kinjal                                          | 87/108             | Frappes devant des établissements d'enseignement et des immeubles d'habitation. Pertes : 1/15,           |
| Kiev                                                                   | Kiev                                                                   | Kh-101/X-101 / Kh-47M2 Kinjal                                          | 87/108             | Roquettes et des fragments de roquettes tombés parmi des immeubles résidentiels. Pertes : 0/7            |
| Oblast de Soumy                                                        | Konotop                                                                | Kh-101/X-101 / Kh-47M2 Kinjal                                          | 87/108             | Locaux d'une station-service et immeubles d'habitation endommagés. Pertes : 0/2                          |
| Oblast d'Odessa                                                        | Odessa                                                                 | Kh-101/X-101 / Kh-47M2 Kinjal                                          | 87/108             | Immeuble résidentiel à plusieurs étages et autres bâtiments visés. Pertes : 2/25                         |
| Oblast de Dnipropetrovsk                                               | Dnipro                                                                 | Kh-101/X-101 / Kh-47M2 Kinjal                                          | 87/108             | Frappes contre un centre commercial et une maternité. Pertes : 4/10+                                     |
| Oblast de Kharkiv                                                      | Kharkiv                                                                | Kh-22                                                                  | 87/108             | Frappes contre un bâtiment civil, simultanément à un bombardement de missiles S-300/S-400. Pertes : 3/13 |
| Ukraine                                                                | Ukraine                                                                | Kh-59, Kh-31                                                           | 87/108             | 87 missiles X-101/X-555/X-55 interceptés par la défense aérienne ukrainienne                             |
| Ukraine dans son ensemble (sans compter les attaques au système S-300) | Ukraine dans son ensemble (sans compter les attaques au système S-300) | Ukraine dans son ensemble (sans compter les attaques au système S-300) | 114/158            | Pertes : 30/160                                                                                          |
| Taux d’interception total revendiqué :                                 | Taux d’interception total revendiqué :                                 | Taux d’interception total revendiqué :                                 | 81 %               | 81 % |

## Conséquences
Dans son discours du soir, le Président Zelensky félicite les défenses aériennes du pays pour leurs efforts visant à arrêter les attaques tout en s'engageant à les renforcer.
Plusieurs jours de deuil sont déclarés à Zaporijjia, Dnipro et Odessa pour le 30 décembre, tandis que le maire de Kiev, Vitali Klitschko, déclare qu'une journée de deuil aura lieu dans la ville le 1er janvier 2024.
En réponse à l'entrée du missile russe dans l'espace aérien polonais, le Premier ministre polonais Donald Tusk rencontre le Président Andrzej Duda et les dirigeants militaires de la défense du pays. Selon le Président Duda, il n’y a « aucune menace pour le moment », rien ne suggère que « quelque chose de mauvais » pourra se produire en relation avec l’incident. Le conseiller américain à la sécurité nationale, Jake Sullivan, s'est entretenu avec le chef du bureau polonais de la sécurité nationale, Jacek Siewiera (en), pour exprimer sa « solidarité avec la Pologne ».
Une estimation du journal Ekonomichna Pravda estime le coût de l'attaque russe à 1,273 milliard de dollars.

### Bombardements du 30 décembre 2023 en Russie
Selon les médias ukrainien RBC Ukraine et la BBC britannique, l'Ukraine a frappé des cibles militaires à Belgorod le 30 décembre 2023 en réponse au bombardement russe de villes ukrainiennes la veille. Le ministère des Situations d'urgence russe rapporte la mort de 14 personnes, dont deux enfants, et plus de 100 blessées à Belgorod. Tôt dans la journée, le ministère russe de la Défense déclare avoir détruit des dizaines de missiles et de drones tirés depuis l'Ukraine. Le ministère indique avoir abattu 32 drones dans les régions de Briansk, Orel, Koursk et Moscou. Dans la nuit, 13 missiles ont été détruits au-dessus de l'oblast de Belgorod. Selon le gouverneur de l'oblast de Briansk, Alexandre Bogomaz, un enfant a été tué lors d'une attaque à Briansk.
Des sources du service de sécurité ukrainien via la BBC et le journal en ligne ukrainien Ukrayinska Pravda attribuent les frappes en Russie aux « actions non professionnelles de la défense aérienne russe, ainsi qu'à des provocations délibérées et planifiées »,. Le ministère russe de la Défense s'est engagé à venger les attaques de Belgorod tout en continuant à attaquer uniquement « les installations militaires et les infrastructures qui leur sont directement liées ». La porte-parole du Kremlin, Maria Zakharova, déclare à l'agence de presse russe TASS que le Royaume-Uni et les États-Unis sont coupables de « l'attaque terroriste » contre Belgorod car ils « incitent le régime de Kiev à mener des actions terroristes ». Elle accuse également de responsabilité les pays de l’Union européenne qui fournissent des armes à l’Ukraine.

### Bombardements du 30 décembre 2023 à Kharkiv

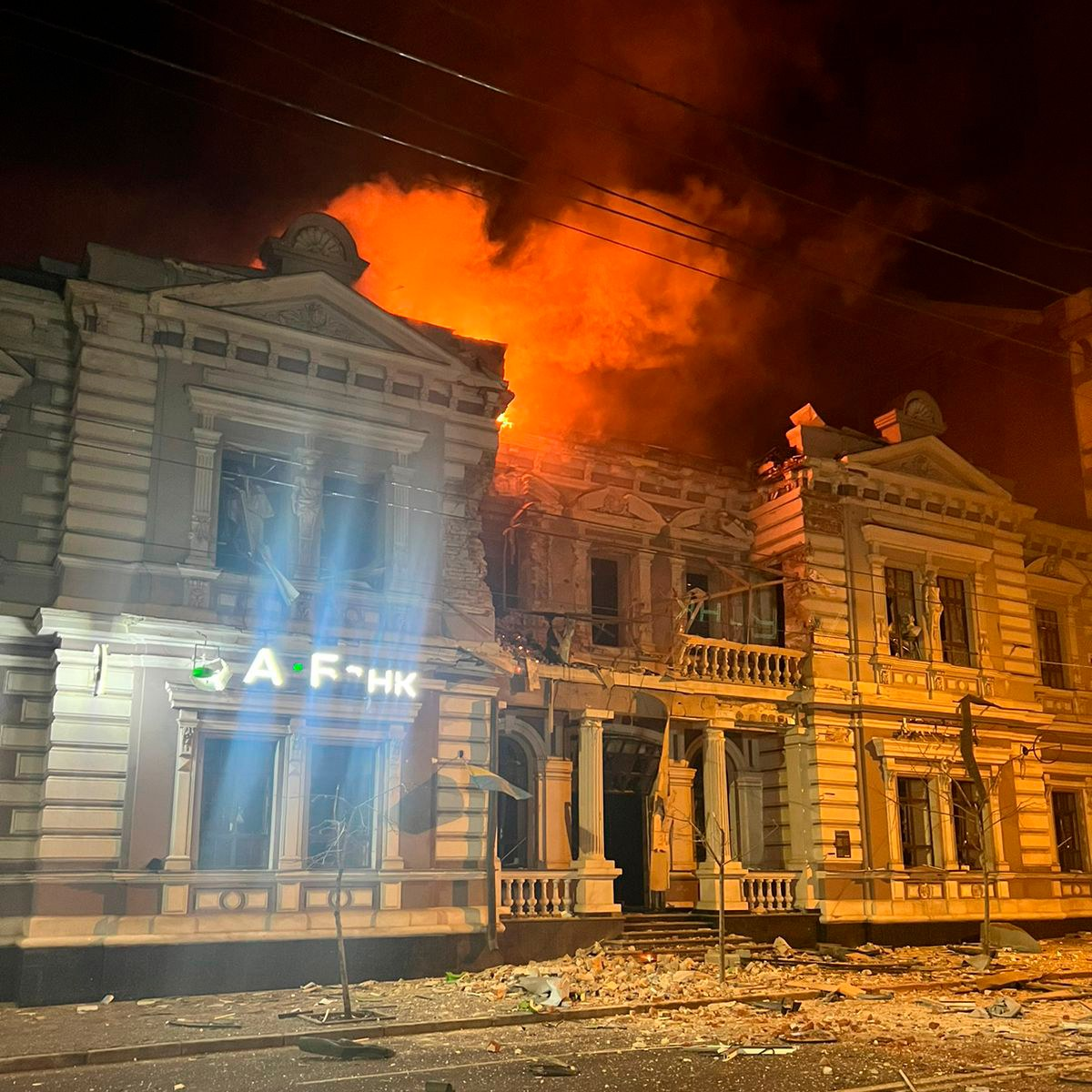
Bâtiment d'une banque, situé au 43 rue Soumska à Kharkiv, (monument architectural de 1901-1903) après l'attaque d'un drone russe dans la nuit du 31 décembre 2023.

Le ministère russe de la Défense s'est engagé à venger l'attaque du 30 décembre en Russie tout en continuant à attaquer uniquement « les installations militaires et les infrastructures qui leur sont directement liées ».
Plus tard dans la soirée, la Russie mène des frappes de missiles sur Kharkiv, blessant 28 personnes, ce que le ministère russe de la Défense qualifie de réponse directe aux attaques sur Belgorod. Des installations militaires auraient été touchées, bien que selon le maire de Kharkiv, Ihor Terekhov, ceux-ci sont plutôt tombés sur des infrastructures civiles, notamment « des cafés, des immeubles résidentiels et des bureaux ». Le ministère de l'Intérieur de l'Ukraine signale des dommages sur 12 immeubles d'habitation, 13 maisons, des hôpitaux, un hôtel, un jardin d'enfants, des locaux commerciaux, un gazoduc et des véhicules. Selon le ministère russe de la Défense, « une frappe de missile sur l'ancien hôtel Kharkiv Palace » a liquidé « des représentants des services ukrainiens de renseignements de la défense et des Forces armées ukrainiennes directement impliqués dans la planification et l'exécution de l'attaque terroriste à Belgorod ».

## Galerie d'images
Images des bombardements du 29 décembre 2023 contre plusieurs villes ukrainiennes.

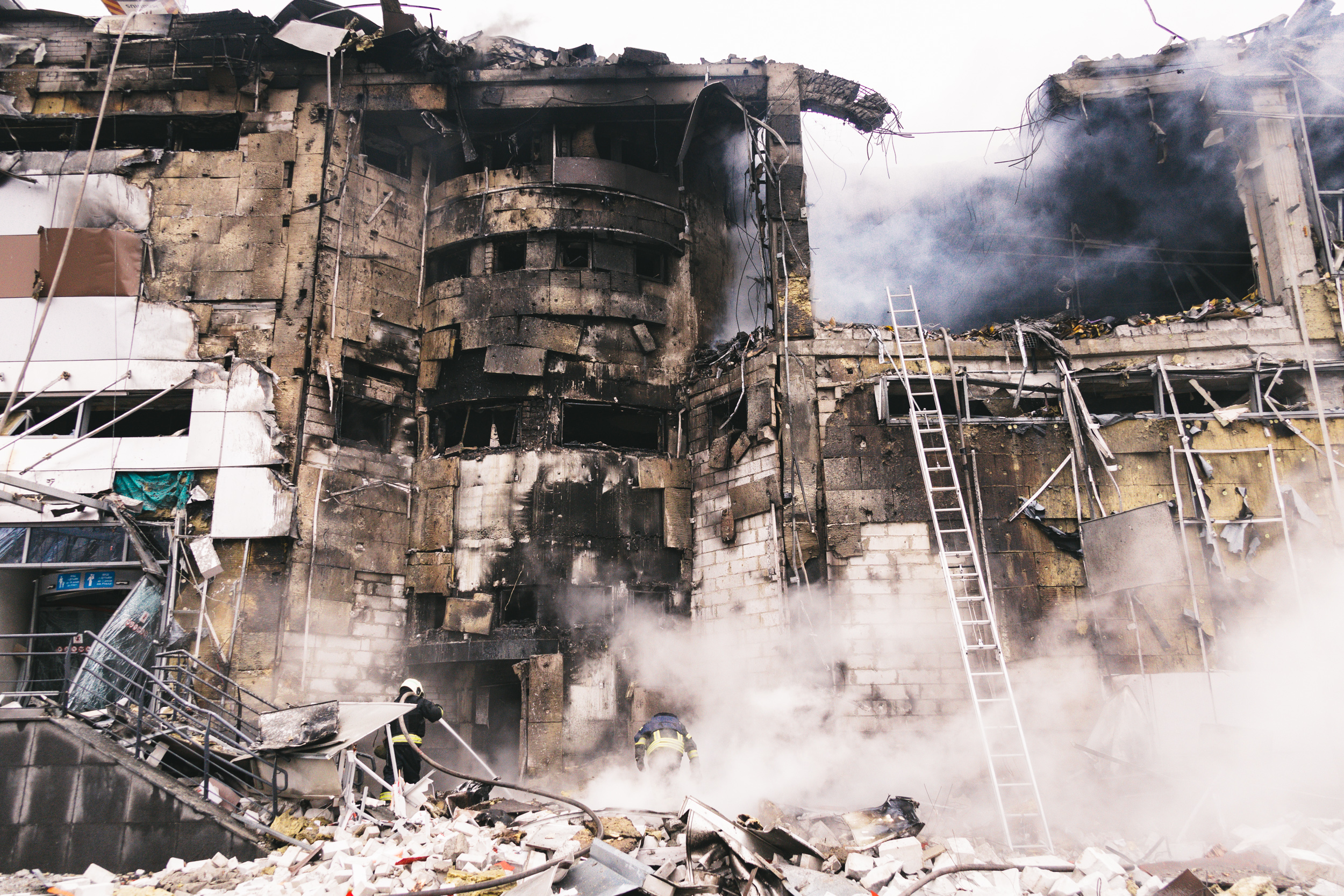
Dnipro
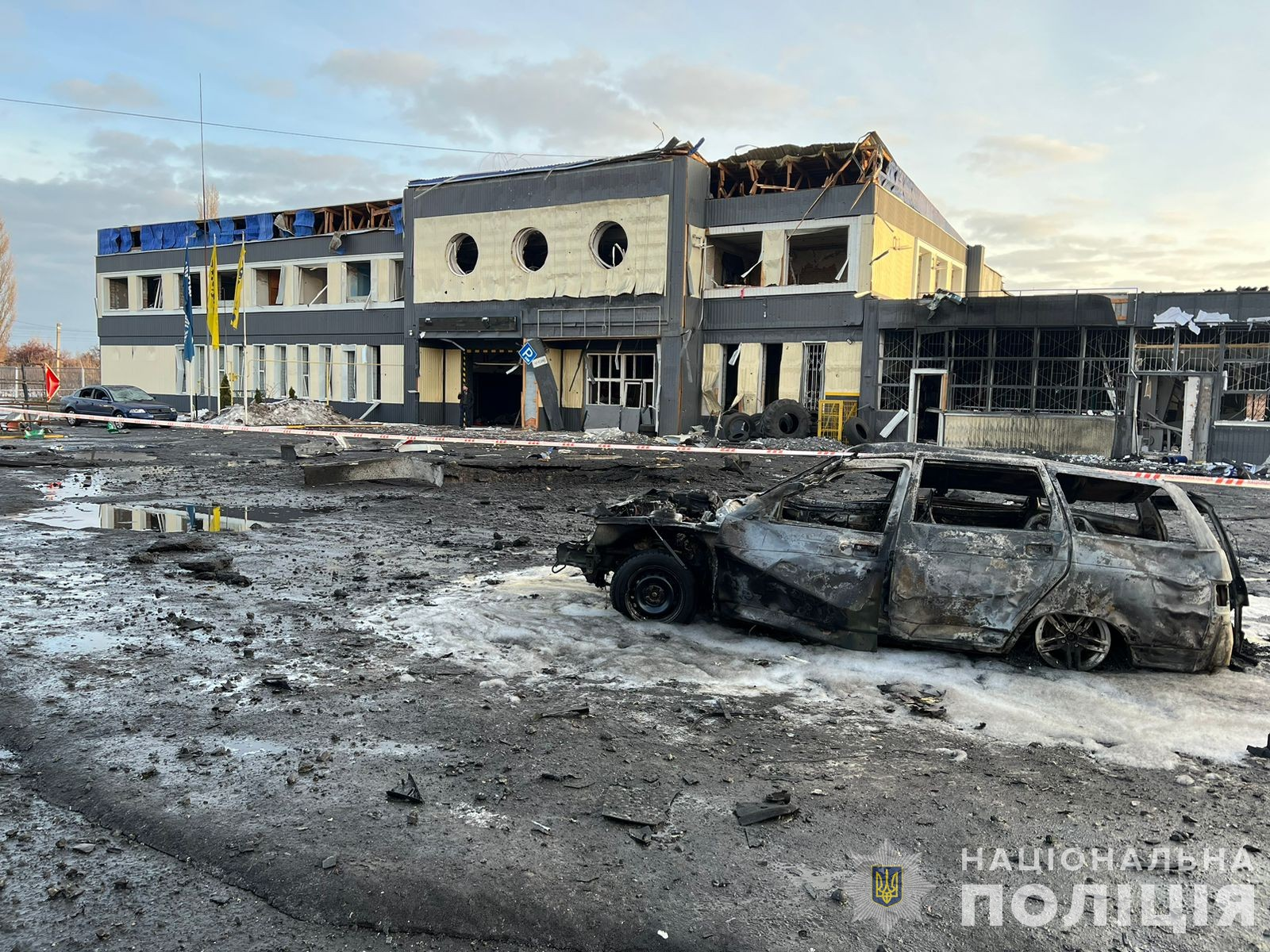
Konotop
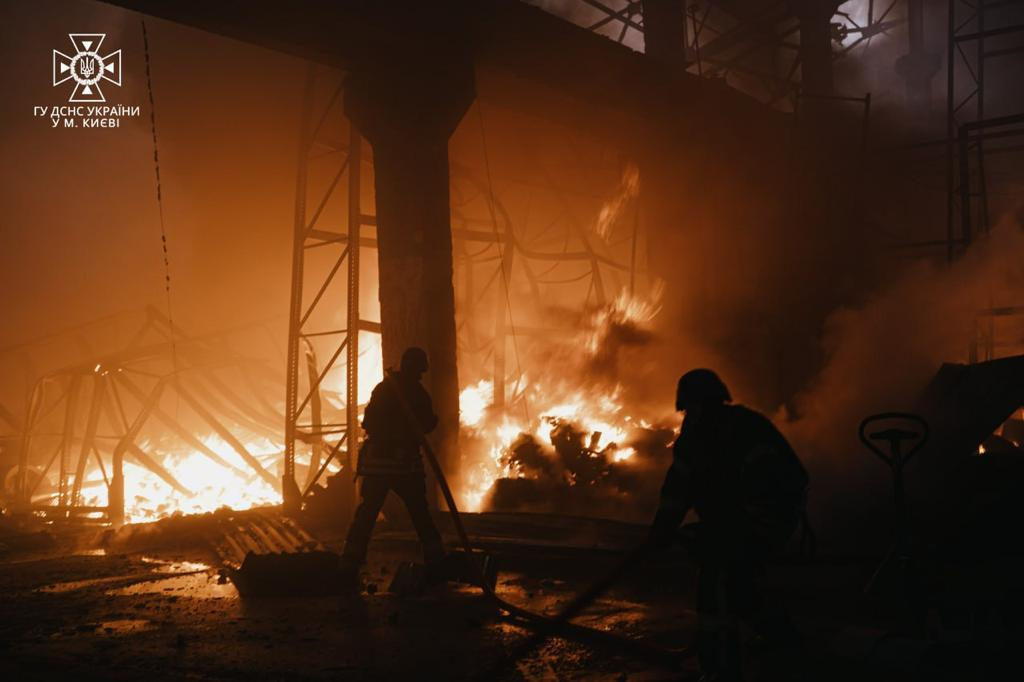
Kiev
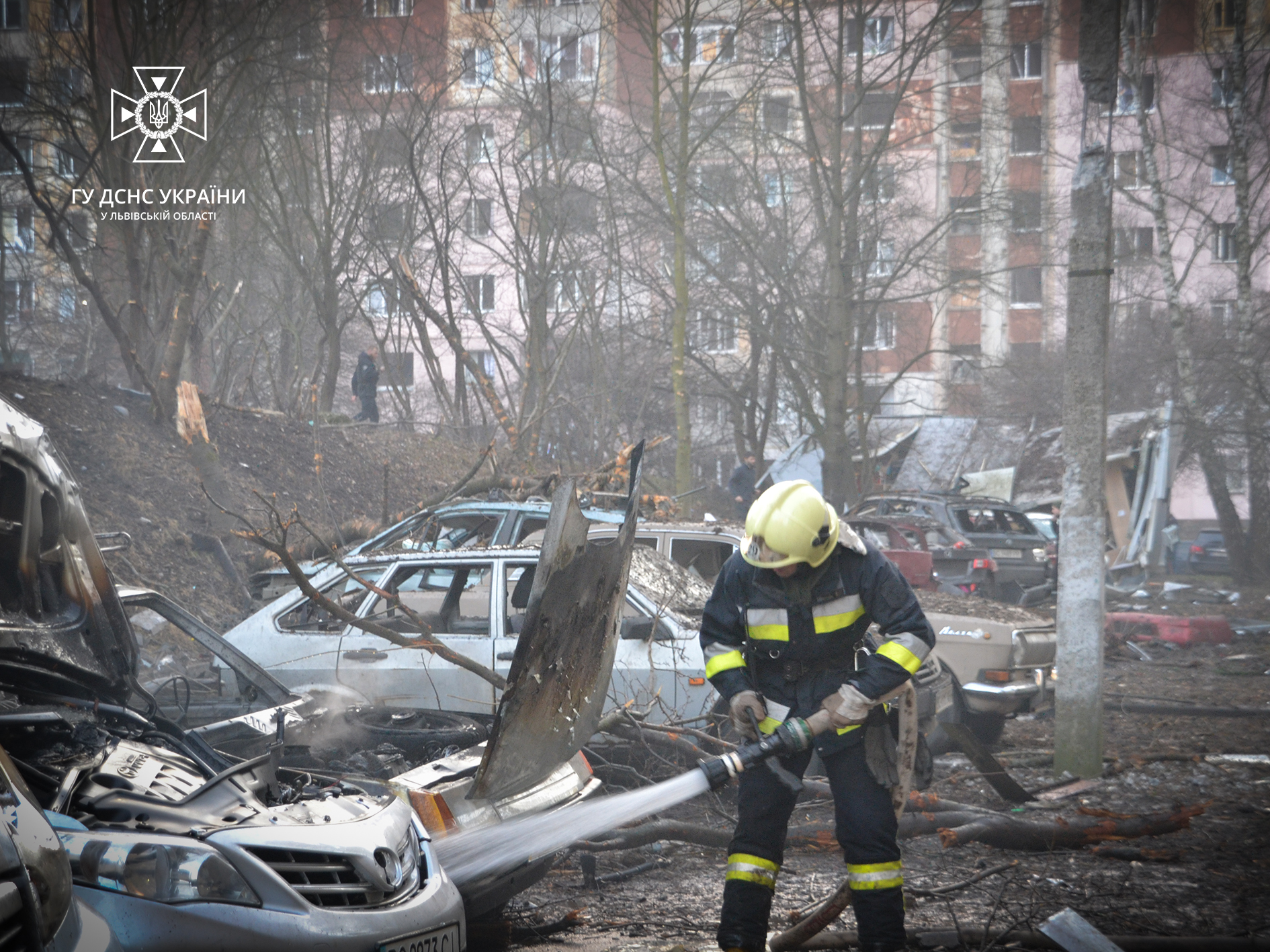
Lviv
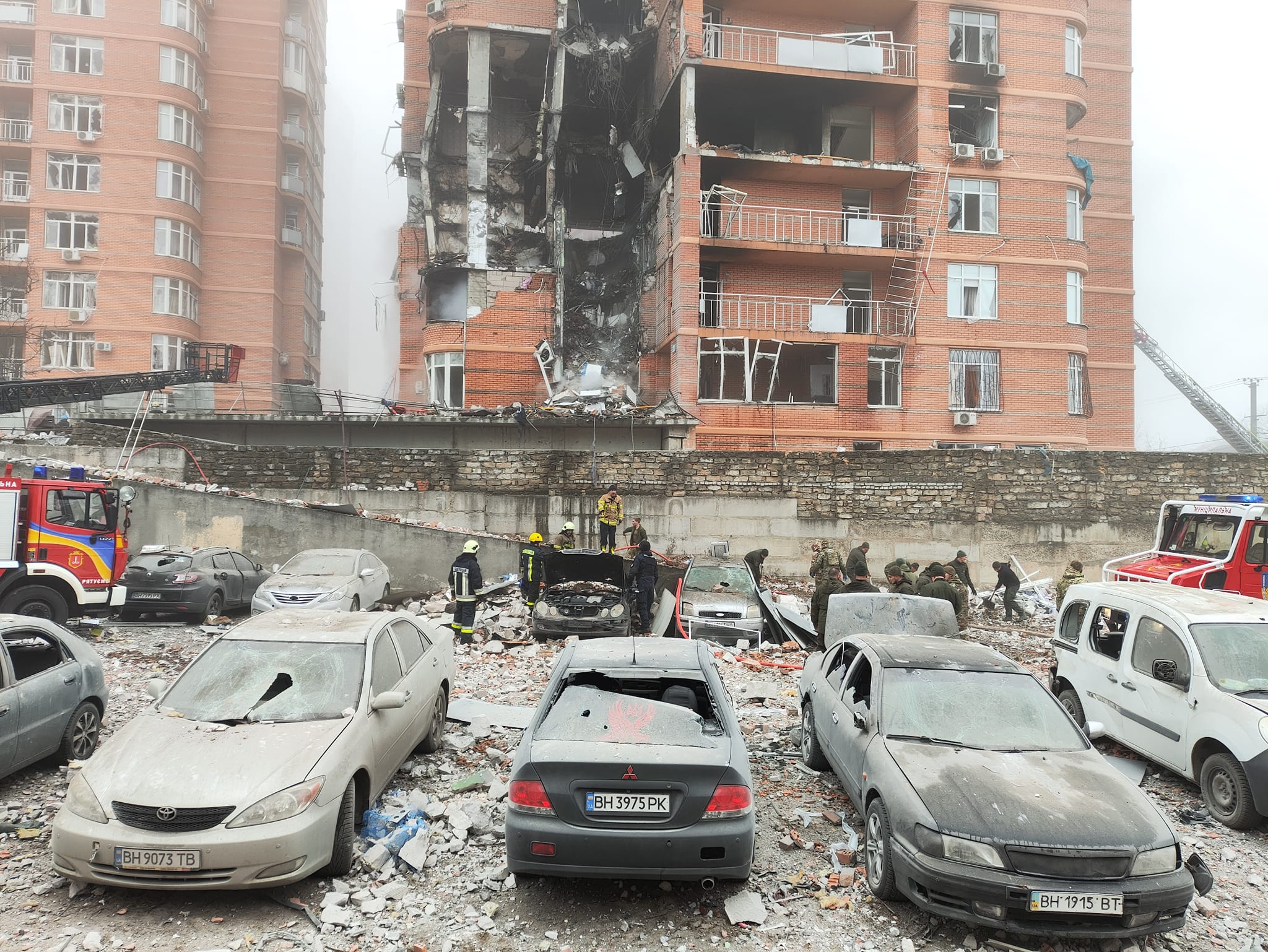
Odessa
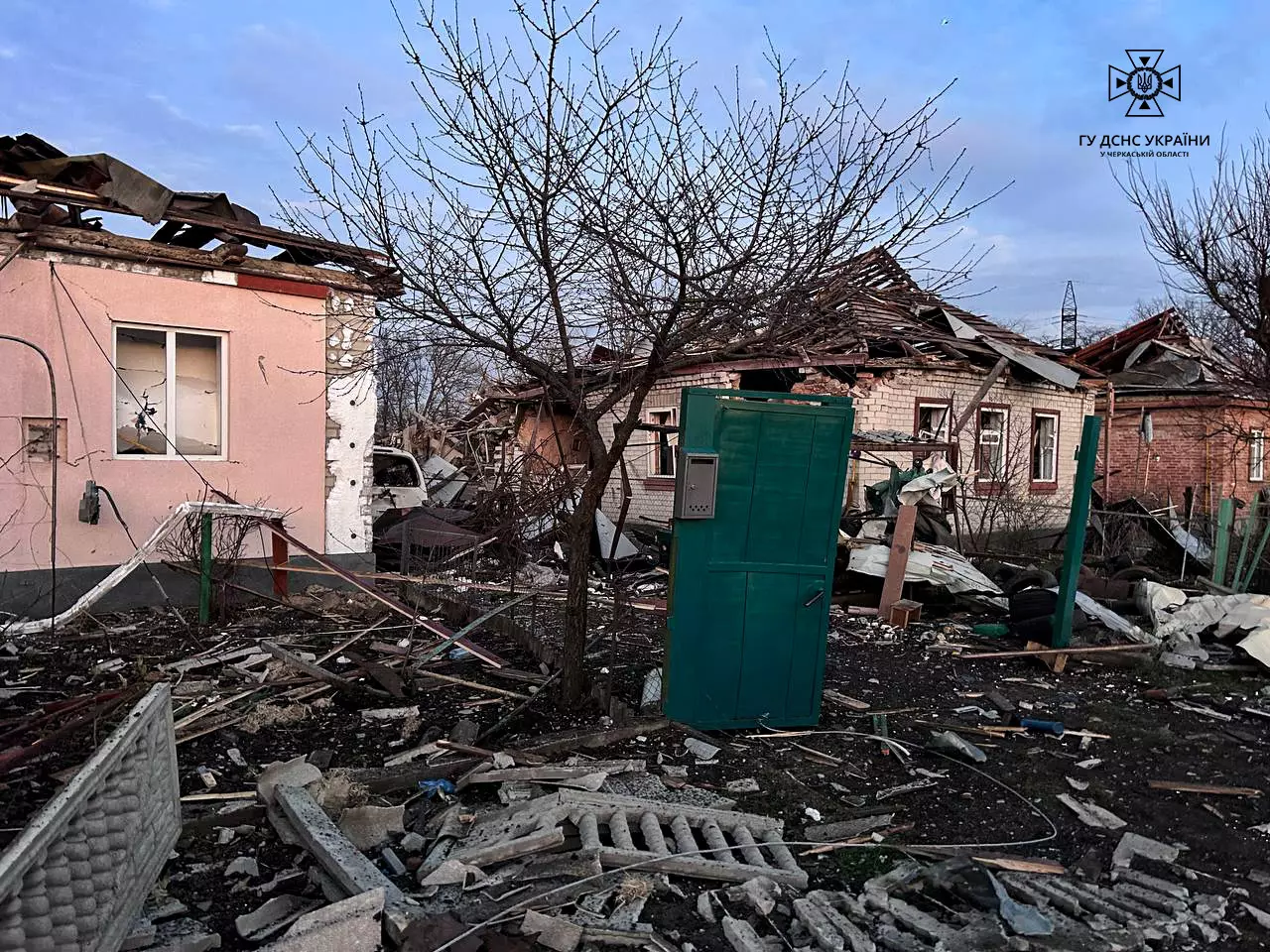
Smila
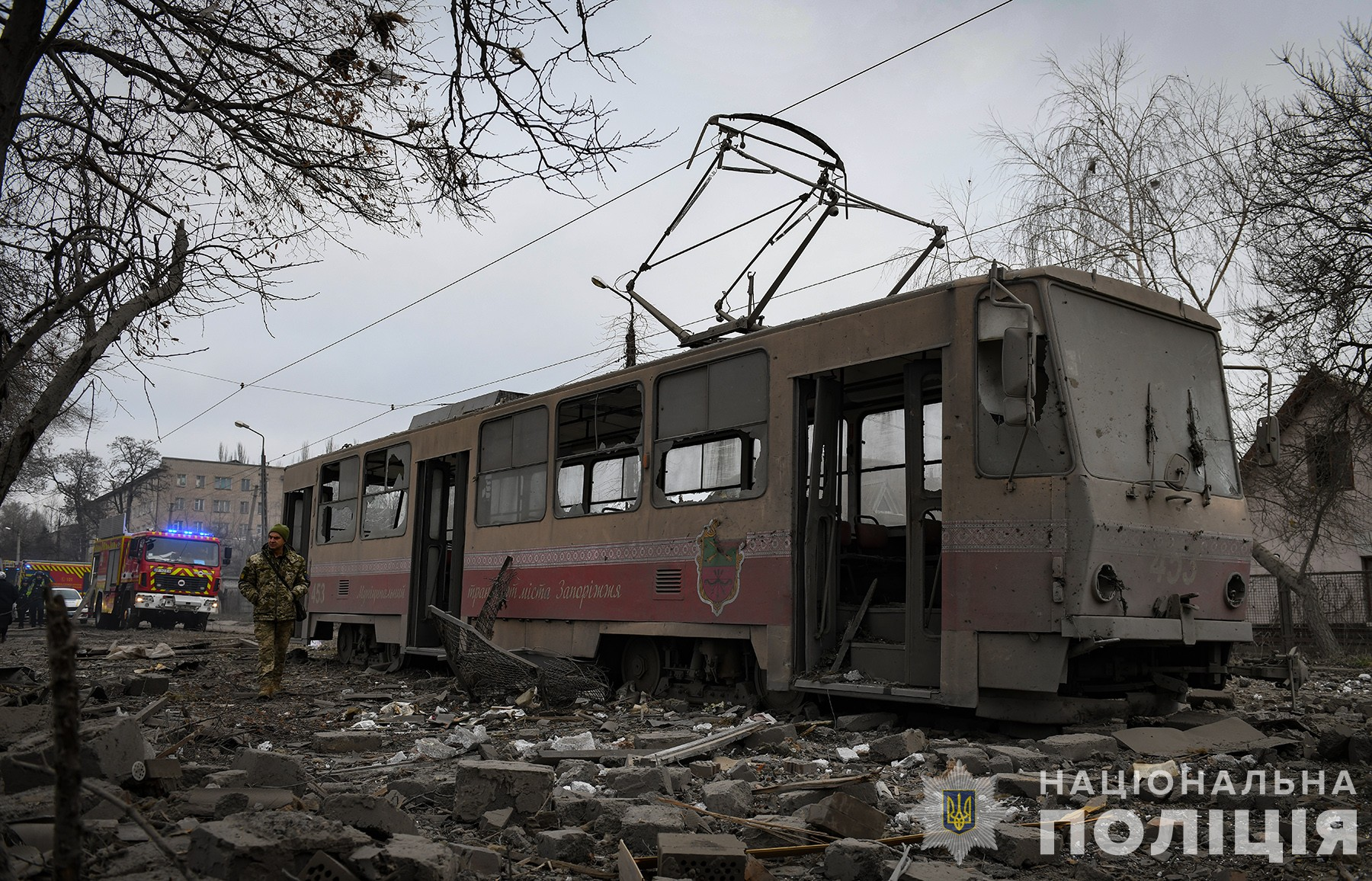
Zaporijjia